# Grey Goose Island
Grey Goose Island är en ö i Kanada.   Den ligger i territoriet Nunavut, i den östra delen av landet, 1 000 km norr om huvudstaden Ottawa. Arean är 4,1 kvadratkilometer.
Terrängen på Grey Goose Island är mycket platt. Öns högsta punkt är 22 meter över havet. Den sträcker sig 2,8 kilometer i nord-sydlig riktning, och 2,9 kilometer i öst-västlig riktning.